# NGC 4138
NGC 4138 је лентикуларна галаксија у сазвежђу Ловачки пси која се налази на NGC листи објеката дубоког неба.
Деклинација објекта је + 43° 41' 8" а ректасцензија 12h 9m 29,7s. Привидна величина (магнитуда) објекта NGC 4138 износи 11,3 а фотографска магнитуда 12,2. Налази се на удаљености од 15,400 милиона парсека од Сунца. NGC 4138 је још познат и под ознакама UGC 7139, MCG 7-25-35, CGCG 215-37, PGC 38643.